# 岡本佳津子
岡本佳津子（おかもと かつこ、1942年8月21日 - ）は、日本のバレリーナ・バレエ指導者・振付家・女優である。本名、岡本勝子。橘秋子のもとでバレエを始め、小牧バレエ団、井上バレエ団などで主役級の役柄を踊った。草創期のテレビ界でも活躍し、テレビドラマ『春のバレリーナ』や『風林火山』、『泣いてたまるか』などに出演した。ダンサーとしての現役を退いた後は、後進の指導にたずさわる傍ら、公益財団法人井上バレエ団の理事長や日本バレエ協会の役員職などを務めている。女子美術大学付属高等学校卒業、文化学院デザイン科卒業。

## 経歴
東京都港区の生まれ。バレエを始めたのは、1950年のことだった。小学校1年生の秋、隣に住んでいた仲の良い女の子がバレエの稽古に通っていたため、クラシック音楽を愛好していた両親の勧めによって彼女もバレエを始めることになった。そのバレエ学校は橘秋子の主宰する橘バレエ学校で、第2次世界大戦終戦後に新橋で再開していた。
幼少時は無口で人見知りな性格だった岡本は、バレエを始めてから2-3か月後に開催された発表会で、緊張する仲間の少女たちの中でただ一人、生き生きと楽しげに踊って家族はもちろん、先生や他の生徒たちを驚かせた。この舞台を観ていた岡本の祖母は、「舞台のために生まれてきたような子ね」と評したという。バレエの稽古自体は嫌いだったというが、表現者向きの資質に加えて舞台映えする容貌に恵まれ、橘の厳しい教育を受けてバレリーナとして成長していった。
橘バレエ学校は、岡本が入学したころから生徒数が急増した。入学1年後の1951年、新橋演舞場で開催された公演で『ガヴォット』（フランソワ＝ジョセフ・ゴセック作曲）のソリストを踊った
。1954年、12歳のときに100人いた生徒の中から選抜されて『白鳥の湖』の主役の1人を踊ることになった。公演前のリハーサル中に、橘は岡本の表現力を称賛して「踊りはこうでなければ」と言った。当時の橘バレエ学校には、岡本の他に橘の実娘の牧阿佐美や、大原永子、早川恵美子など後に日本のバレエ界を支えることとなる人々が多く在籍していて、少女雑誌や新聞などでしばしば取り上げられていた。
橘バレエ学校のスターとして早くから脚光を浴びた岡本は、中学校1年生のときに1度バレエを辞めた。その理由は、学校の規模が大きくなって生徒への経済的な負担が増大したことに加えて、成長期になって体型が変わり始めたことで踊るのがうっとうしくなってきたというものであった。半年後に知人の紹介で小牧正英が主宰する小牧バレエ団を知り、小牧バレエ学園に入学した。小牧バレエ学園では、レベルの高い生徒を集めた「女学生Aクラス」に入って関直人の指導を受けた。このクラスにはバレエ団の次代を担うプリマ候補やソリスト候補が多く在籍していたが、岡本はここでも才能を見せて発表会の『眠れる森の美女』の主役、オーロラ姫役に先輩30人を差し置いて抜擢された。
1959年、高校2年生のときにテレビドラマ出演の話が持ち込まれた。NETテレビ（現：テレビ朝日）の単発ドラマ『春のバレリーナ』（伊馬春部作、1959年4月27日放送）で、夏川静江、大塚道子と共演した。このドラマは好評を博し、翌年には同じくNETテレビで放送された連続時代劇『風林火山』（井上靖原作、1959年10月8日-12月24日放送）の由布姫役に抜擢された。テレビドラマには1966年まで出演を続け、TBSテレビで放送された『泣いてたまるか』第15回『帰れ!わが胸に』（1966年10月9日放送）では渥美清の相手役を務めた。
本来人前で口をきくのが苦手だったという岡本は女優を続けるよりもバレエの道を選び、その後は小牧バレエ団や東京都芸術祭、日本バレエ協会主催公演などで様々な作品に出演した。レパートリーは『白鳥の湖』、『ジゼル』などのクラシックバレエやロマンティックバレエの名作から『お蝶夫人』、『令嬢ジュリー』のような創作に至るまで幅広く、役柄を的確につかむ表現力を生かして、作品ごとに雰囲気を変えて踊りこなした。岡本の踊りと演技は高い評価を受け、1983年には前年に踊った『ジゼル』に対して舞踊批評家協会賞を受賞し、1984年にはそれまでの活躍に対して橘秋子賞の優秀賞を受賞した。
古典の名作から創作に至る作品群で多彩な役柄を踊り演じてきた岡本自身は、一貫して「女性」を追求していた。岡本によると、女性の清純と魔性の二面性を表現する『白鳥の湖』のオデット＝オディールはやりがいのある役だが、生身の女性のドラマチックな面を表現する『令嬢ジュリー』、『或る女』、『椿姫』のような作品が好きだといい、『ジゼル』については「女の清らかさ、愛らしさ、深い情念などが複雑にたたみこまれていて、踊り手の年代に応じて深めていける作品だからです」と語っていた。
岡本自身は『ジゼル』をダンサー人生の節目で踊り、大切な作品としていた。最初に踊ったのは1963年、19歳のときで、1983年、39歳のときにはパリ・オペラ座バレエ団に所属していたシリル・アタナソフをパートナーとして再び踊り、現役最後の舞台となった1992年7月、50歳時の公演でも踊った。この間に、私生活での波乱や母の死などがあり、46歳のときには仕事の大切な仲間であった井上博文（井上バレエ団創設者）が死去し、同年に自らも乳がんの手術を受けた。岡本はそれらのできごとに関する女性としての悲しみや喜びを役柄の中に投影して表現し、高い評価を受けて彼女自身の代表的な役柄とした。
1988年に小牧バレエ団を退団し、井上博文死去後の井上バレエ団に移籍した。井上は1968年から「井上博文によるバレエ劇場」を企画・監督していて、岡本は第1回から連続して30回以上出演するなど仕事の仲間として緊密な関係を築いていた。井上は岡本のよき理解者でもあり、1969年の『マイ・シンデレラ』（モデルの団次郎を王子役に迎えて話題を呼んだ）など、彼女の美質を生かす舞台創作に力を尽くしていた。井上亡き後のバレエ団を支え、後進を育てることで恩返しをしたいという思いが移籍の背景にあった。
1992年、井上バレエ団の7月公演『ジゼル』のタイトルロールが現役最後の舞台となった。その後は後進の指導や作品の振付を行う他に、バレエ団理事長（代表理事）や井上バレエ学園の学園長、様々なバレエコンクールの審査員などを務めている。1996年には日本バレエ協会の理事職も引き受け、後に副会長職を務めることになった。1994年には加美早苗、稲城明美とともに「世田谷クラシックバレエ連盟」を結成している。2014年9月1日に発足した日本バレエ団連盟では、理事職に名を連ねた。
2023年、文化庁長官表彰。